# Narathura ophir
Narathura ophir är en fjärilsart som beskrevs av Evans 1957. Narathura ophir ingår i släktet Narathura och familjen juvelvingar. Inga underarter finns listade i Catalogue of Life.